# Centro Cultural Coreano en España

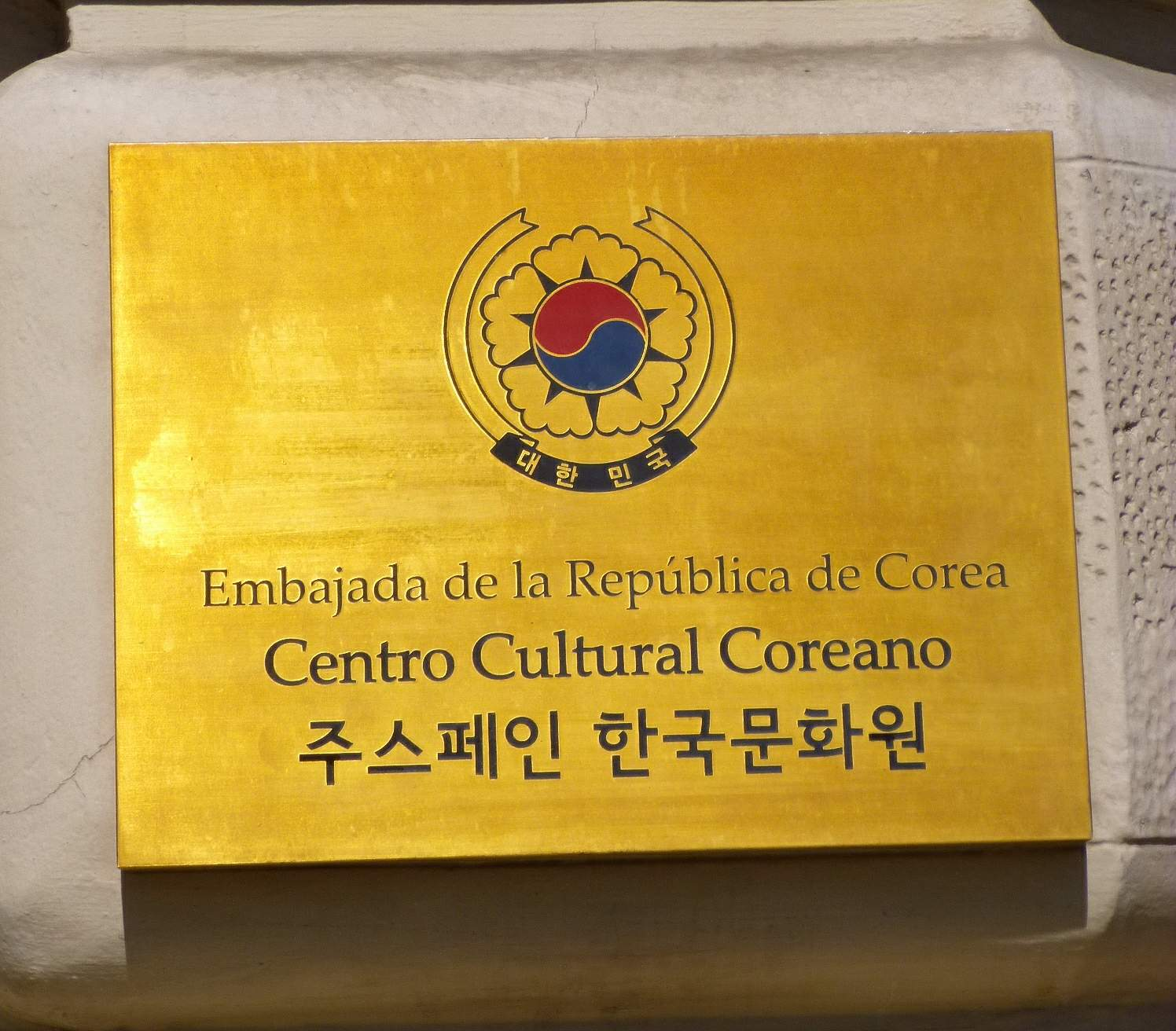
Centro Cultural Coreano

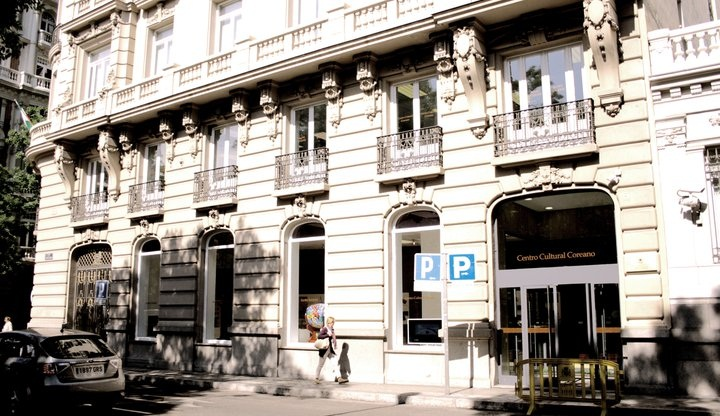
Centro Cultural Coreano en el paseo de la castellana 15, Madrid, España.

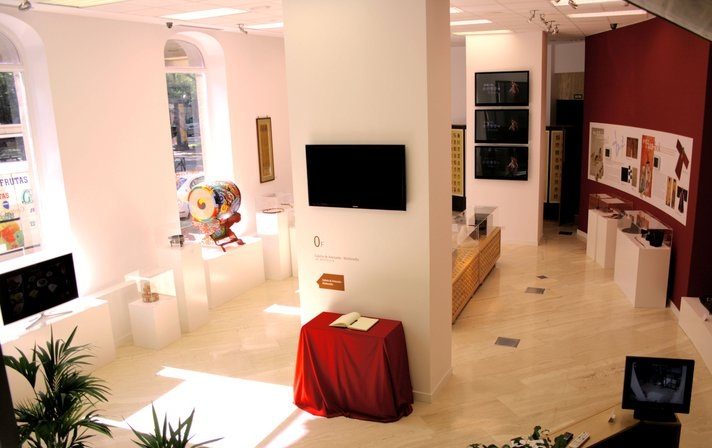
Galería de Artesanía – Multimedia, una galería permanente con un área de 207m2 y dispone de artesanías e imágenes tradicionales coreanas con aplicaciones audiovisuales.

El Centro Cultural Coreano en España (en hangul, 주스페인 한국문화원; en hanja, 駐스페인韓國文化院; romanización revisada, Juseupein Hangukmunhwaweon; McCune-Reischauer, Chusǔp'e'in Han'gungmunhwawŏn), fue creado en junio de 2011 a través del ministerio de cultura, deportes y turismo de Corea del Sur como un instituto cuyo meta es diseminar la cultura coreana por todo el mundo. Representa y promueve la cultura tradicional coreana, como el arte, la música y la cinematografía. Imparten cursos de Hangul y talleres con los que todo el mundo puede participar y adentrarse en la cultura coreana. El objetivo de este centro es conseguir que mucha gente tenga a su alcance material e información para que conozcan los encantos de la cultura coreana. Está situado en el Paseo de La Castellana 15, en Madrid, España.
El Centro Cultural Coreano tiene programas como: 
- Eventos/Exposiciones culturales
- Cine coreano
- Cursos de Hangul: principiantes y básico
- Baduk: nivel principiante
- Pintura coreana: Sumukhwa, tinta coreana
- Taller de papel coreano Hanji: Muñecas de papel coreano, papiroflexia
- Gukak, Música tradicional coreana: Instrumento Janggo
- Taller de K-Pop: comprensión de la letra, historia del k-pop etc.

## Presidentes
| N.º | Periodo | Nombre        |
| --- | ------- | ------------- |
| 1   | 2011 –  | Jang Jin Sang |

## Otros centros culturales coreanos en el mundo

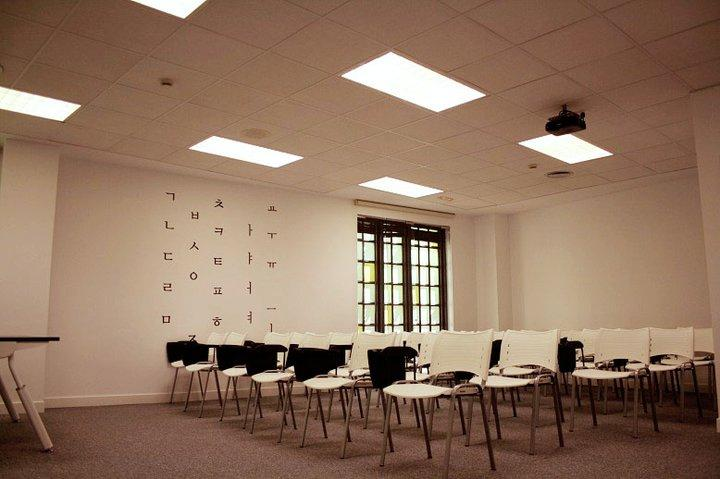
Aula de Hangul para los cursos de coreano.

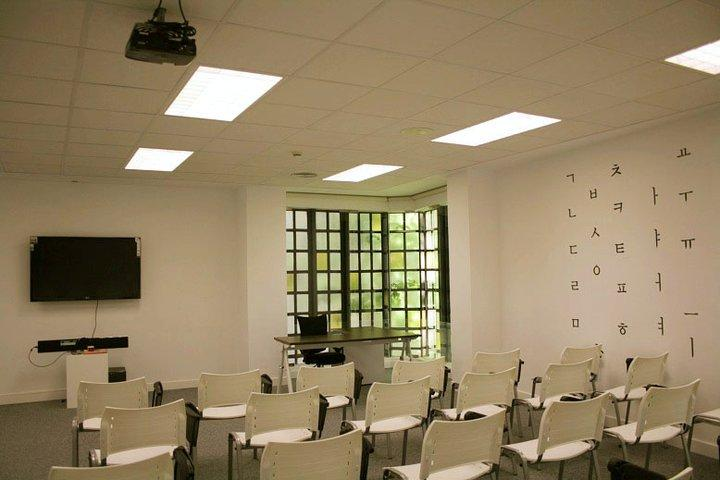
Otra aula de Hangul para los cursos de coreano.

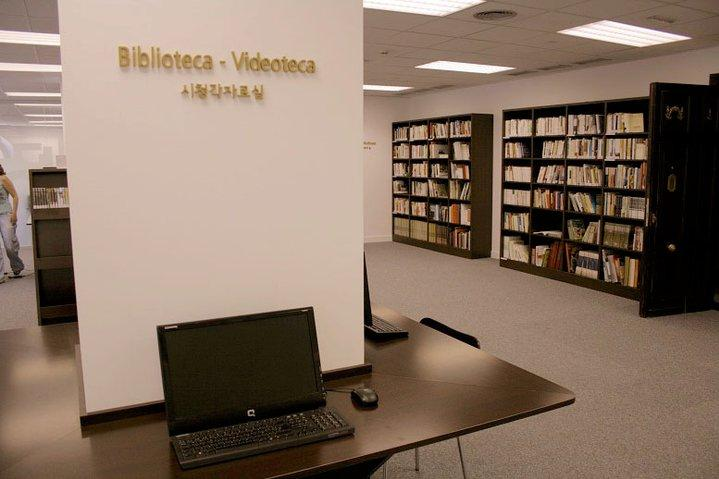
Biblioteca de libros y revistas sobre cultura, arte, turismo y sociedad de Corea del Sur.

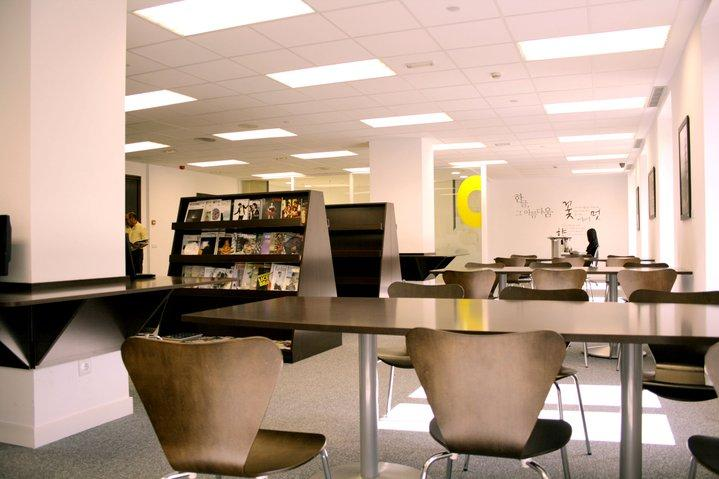
Videoteca de libros y revistas sobre cultura, arte, turismo y sociedad de Corea del Sur.

### Asia
| País       | Ciudad   | Pág. web |
| ---------- | -------- | -------- |
| China      | Pekín    |          |
| China      | Shanghái |          |
| Japón      | Tokio    |          |
| Japón      | Osaka    |          |
| Vietnam    | Hanoi    |          |
| Kazajistán | Astaná   |          |

### Oceanía
| País      | Ciudad | Pág. web |
| --------- | ------ | -------- |
| Australia | Sídney |          |

### América
| País           | Ciudad           | Pág. web |
| -------------- | ---------------- | -------- |
| Estados Unidos | Los Ángeles      |          |
| Estados Unidos | Washington       |          |
| México         | Ciudad de México |          |
| Argentina      | Buenos Aires     |          |

### Europa
| País        | Ciudad   | Pág. web |
| ----------- | -------- | -------- |
| Francia     | París    |          |
| Reino Unido | Londres  |          |
| Alemania    | Berlín   |          |
| Polonia     | Varsovia |          |
| Rusia       | Moscú    |          |

### África
| País    | Ciudad | Pág. web |
| ------- | ------ | -------- |
| Nigeria | Abuya  |          |